# Grand Prix na Żużlu 2016
Grand Prix IMŚ 2016 (SGP) – dwudziesty drugi sezon walki najlepszych żużlowców świata o medale w formule Grand Prix. W sezonie 2016 o tytuł walczyło 15 stałych uczestników cyklu (w każdym z turniejów GP wystąpi dodatkowo zawodnik z „dziką kartą”).

## Uczestnicy Grand Prix
Trzeci raz w historii cyklu Grand Prix stali uczestnicy mieli prawo wyboru własnych numerów startowych. Zawodnicy z wybranymi numerami w sezonie 2016 wystartowali we wszystkich turniejach (ośmiu z Grand Prix 2015, trzech z eliminacji do GP 2015 oraz czterech nominowanych przez Komisję Grand Prix; ang. SGP Commission). Dodatkowo na każdą rundę Komisja Grand Prix przyznawała „dziką kartę” oraz dwóch zawodników zapasowych (rezerwy toru). Komisja Grand Prix wpisała również trzech zawodników na listę kwalifikowanej rezerwy (zawodnicy kwalifikowanej rezerwy), który w wyniku np. kontuzji zastąpią stałego uczestnika cyklu w danej rundzie.

### Stali uczestnicy
- (108)  Tai Woffinden – mistrz świata 2015
- (45)  Greg Hancock – wicemistrz świata 2015
- (3)  Nicki Pedersen – II wicemistrz świata 2015
- (88)  Niels Kristian Iversen – 4. miejsce w Grand Prix 2015
- (69)  Jason Doyle – 5. miejsce w Grand Prix 2015
- (55)  Matej Žagar – 6. miejsce w Grand Prix 2015
- (71)  Maciej Janowski – 7. miejsce w Grand Prix 2015
- (23)  Chris Holder – 8. miejsce w Grand Prix 2015
- (25)  Peter Kildemand – stała dzika karta
- (100)  Andreas Jonsson – stała dzika karta
- (37)  Chris Harris – 3. miejsce w GP Challenge 2015
- (33)  Jarosław Hampel – stała dzika karta
- (95)  Bartosz Zmarzlik – 1. miejsce w GP Challenge 2015
- (777)  Piotr Pawlicki – 2. miejsce w GP Challenge 2015
- (85)  Antonio Lindbäck – stała dzika karta
- (16) – dzika karta
- (17) – rezerwa toru
- (18) – rezerwa toru

### Stali rezerwowi
- (66)  Fredrik Lindgren
- (52)  Michael Jepsen Jensen
- (21)  Václav Milík

## Kalendarz 2016
| Lp. | Data            | Grand Prix        | Stadion              | Miasto              | Zwycięzca              |        |
| --- | --------------- | ----------------- | -------------------- | ------------------- | ---------------------- | ------ |
| 1   | 30 kwietnia     | Słowenii          | im. Matije Gubca     | Krško               | Peter Kildemand        | Wyniki |
| 2   | 14 maja         | Polski I          | Narodowy             | Warszawa            | Tai Woffinden          | Wyniki |
| 3   | 11 czerwca      | Danii             | CASA Arena           | Horsens             | Maciej Janowski        | Wyniki |
| 4   | 25 czerwca      | Czech             | Markéta              | Praga               | Jason Doyle            | Wyniki |
| 5   | 9 lipca         | Wielkiej Brytanii | Millennium           | Cardiff             | Antonio Lindbäck       | Wyniki |
| 6   | 14 sierpnia     | Szwecji           | G&B Arena            | Målilla             | Greg Hancock           | Wyniki |
| 7   | 27 sierpnia     | Polski II         | im. Edwarda Jancarza | Gorzów Wielkopolski | Jason Doyle            | Wyniki |
| 8   | 10 września     | Niemiec           | Bergring Arena       | Teterow             | Jason Doyle            | Wyniki |
| 9   | 24 września     | Sztokholmu        | Friends Arena        | Solna               | Jason Doyle            | Wyniki |
| 10  | 1 października  | Polski III        | Motoarena            | Toruń               | Niels Kristian Iversen | Wyniki |
| 11  | 22 października | Australii         | Etihad               | Melbourne           | Chris Holder           | Wyniki |

## Wyniki i klasyfikacje
| Zawodnik zakwalifikowany do przyszłorocznego GP |
| Stali uczestnicy                                |
| Dzika karta, stali rezerwowi, rezerwa toru      |

| Lp.                         | Zawodnik                    | Suma | SVN | PL1 | DNK | CZE | GBR | SWE | PL2 | DEU | STK | PL3 | AUS |
| 1                           | (45) Greg Hancock           | 139  | 10  | 14  | 14  | 18  | 10  | 17  | 11  | 15  | 9   | 16  | 5   |
| 2                           | (108) Tai Woffinden         | 130  | 10  | 14  | 15  | 9   | 15  | 8   | 15  | 10  | 11  | 8   | 15  |
| 3                           | (95) Bartosz Zmarzlik       | 128  | 8   | 10  | 7   | 13  | 13  | 10  | 14  | 13  | 12  | 13  | 15  |
| 4                           | (23) Chris Holder           | 126  | 14  | 12  | 13  | 5   | 6   | 12  | 15  | 8   | 13  | 11  | 17  |
| 5                           | (69) Jason Doyle            | 123  | 13  | 5   | 7   | 17  | 12  | 17  | 16  | 17  | 19  | ns  | –   |
| 6                           | (777) Piotr Pawlicki        | 99   | 8   | 4   | 5   | 6   | 14  | 13  | 10  | 11  | 10  | 10  | 8   |
| 7                           | (85) Antonio Lindbäck       | 93   | 10  | 10  | 10  | 5   | 18  | 7   | 4   | 6   | 4   | 5   | 14  |
| 8                           | (88) Niels Kristian Iversen | 91   | 8   | 4   | 7   | 11  | 3   | 8   | 5   | 11  | 7   | 15  | 12  |
| 9                           | (55) Matej Žagar            | 90   | 4   | 14  | 8   | 5   | 8   | 3   | 4   | 3   | 15  | 15  | 11  |
| 10                          | (71) Maciej Janowski        | 90   | 10  | 10  | 16  | 5   | 11  | 12  | 6   | 2   | 8   | 5   | 5   |
| 11                          | (66) Fredrik Lindgren       | 88   | 7   | 12  | 2   | 11  | 2   | 8   | 11  | 6   | 14  | 9   | 6   |
| 12                          | (25) Peter Kildemand        | 68   | 15  | 6   | 7   | 6   | 4   | 9   | 3   | 6   | 6   | 2   | 4   |
| 13                          | (3) Nicki Pedersen          | 62   | 10  | 4   | 10  | 8   | 5   | 6   | 12  | 7   | –   | –   | –   |
| 14                          | (100) Andreas Jonsson       | 52   | 6   | 8   | 8   | 6   | 9   | 2   | 0   | –   | –   | 7   | 6   |
| 15                          | (37) Chris Harris           | 40   | 3   | 3   | 4   | 10  | 1   | 2   | 4   | 6   | 0   | 3   | 4   |
| 16                          | (52) Michael Jepsen Jensen  | 31   | –   | –   | –   | –   | –   | –   | –   | 7   | 4   | 10  | 10  |
| 17                          | (16) Martin Smolinski       | 8    | –   | –   | –   | –   | –   | –   | –   | 8   | –   | –   | –   |
| 17                          | (16) Patryk Dudek           | 8    | –   | 8   | –   | –   | –   | –   | –   | –   | –   | –   | –   |
| 17                          | (18,16) Paweł Przedpełski   | 8    | –   | ns  | –   | –   | –   | –   | ns  | –   | –   | 8   | –   |
| 20                          | (16) Daniel King            | 7    | –   | –   | –   | –   | 7   | –   | –   | –   | –   | –   | –   |
| 20                          | (16) Krzysztof Kasprzak     | 7    | –   | –   | –   | –   | –   | –   | 7   | –   | –   | –   | –   |
| 22                          | (16) Anders Thomsen         | 5    | –   | –   | 5   | –   | –   | –   | –   | –   | –   | –   | –   |
| 22                          | (18,17) Kim Nilsson         | 5    | –   | –   | –   | –   | –   | ns  | –   | –   | 5   | –   | –   |
| 24                          | (16,18) Peter Ljung         | 4    | –   | –   | –   | –   | –   | 4   | –   | –   | ns  | –   | –   |
| 25                          | (16) Václav Milík           | 3    | –   | –   | –   | 3   | –   | –   | –   | –   | –   | –   | –   |
| 26                          | (17) Tobias Kroner          | 2    | –   | –   | –   | –   | –   | –   | –   | 2   | –   | –   | –   |
| 26                          | (19) Jack Holder            | 2    | –   | –   | –   | –   | –   | –   | –   | –   | –   | –   | 2   |
| 26                          | (16) Brady Kurtz            | 2    | –   | –   | –   | –   | –   | –   | –   | –   | –   | –   | 2   |
| 26                          | (17) Sam Masters            | 2    | –   | –   | –   | –   | –   | –   | –   | –   | –   | –   | 2   |
| 30                          | (16) Denis Štojs            | 1    | 1   | –   | –   | –   | –   | –   | –   | –   | –   | –   | –   |
| 30                          | (17) Nick Škorja            | 1    | 1   | –   | –   | –   | –   | –   | –   | –   | –   | –   | –   |
| 30                          | (17) Daniel Kaczmarek       | 1    | –   | –   | –   | –   | –   | –   | 1   | –   | –   | –   | –   |
| 30                          | (17,16) Jacob Thorssell     | 1    | –   | –   | –   | –   | –   | ns  | –   | –   | 1   | –   | –   |
| 30                          | (17) Kacper Woryna          | 1    | –   | –   | –   | –   | –   | –   | –   | –   | –   | 1   | –   |
| 35                          | (18) Matic Ivačič           | 0    | 0   | –   | –   | –   | –   | –   | –   | –   | –   | –   | –   |
| 35                          | (18) Oskar Bober            | 0    | –   | –   | –   | –   | –   | –   | –   | –   | –   | 0   | –   |
| 35                          | (18) Max Fricke             | 0    | –   | –   | –   | –   | –   | –   | –   | –   | –   | –   | 0   |
| Zawodnicy niesklasyfikowani |                             |      |     |     |     |     |     |     |     |     |     |     |     |
|                             | (33) Jarosław Hampel        | —    | –   | –   | –   | –   | –   | –   | –   | –   | –   | –   | –   |
|                             | (17) Maksym Drabik          | —    | –   | ns  | –   | –   | –   | –   | –   | –   | –   | –   | –   |
|                             | (17) Mikkel Bech            | —    | –   | –   | ns  | –   | –   | –   | –   | –   | –   | –   | –   |
|                             | (18) Mikkel Michelsen       | —    | –   | –   | ns  | –   | –   | –   | –   | –   | –   | –   | –   |
|                             | (17) Josef Franc            | —    | –   | –   | –   | ns  | –   | –   | –   | –   | –   | –   | –   |
|                             | (18) Eduard Krčmář          | —    | –   | –   | –   | ns  | –   | –   | –   | –   | –   | –   | –   |
|                             | (17) Steve Worrall          | —    | –   | –   | –   | –   | ns  | –   | –   | –   | –   | –   | –   |
|                             | (18) Robert Lambert         | —    | –   | –   | –   | –   | ns  | –   | –   | –   | –   | –   | –   |
|                             | (18) Kai Huckenbeck         | —    | –   | –   | –   | –   | –   | –   | –   | ns  | –   | –   | –   |
|                             | (19) Linus Sundström        | —    | –   | –   | –   | –   | –   | –   | –   | –   | ns  | –   | –   |
| Lp.                         | Zawodnik                    | Suma | SVN | PL1 | DNK | CZE | GBR | SWE | PL2 | DEU | STK | PL3 | AUS |